# Soy el mismo
«Soy el mismo» es una canción del artista estadounidense Prince Royce. Se estrenó como el cuarto y último sencillo de su tercer álbum de estudio Soy el mismo el 14 de julio de 2014.

## Antecedentes y composición
Se estrenó como sencillo el 14 de julio de 2014, para la promoción de su álbum de estudio debut Prince Royce (2010). La canción fue escrita por el propio cantante junto a Daniel Santacruz.

## Video musical
El video musical se estrenó el 8 de agosto de 2014. En él se ve a Royce junto a una orquesta en una mansión, y en otro lado una elegante chica.

## Rendimiento comercial
En la lista de éxito de Estados Unidos «Mi última carta», alcanzó la posición número ocho en la lista Hot Latin Songs, y el primer lugar en Tropical Airplay, ambas de Billboard.

## Posicionamiento en listas
| Listas (2014)                     | Mejor posición |
| --------------------------------- | -------------- |
| Estados Unidos (Hot Latin Songs)  | 8              |
| Estados Unidos (Latin Pop Songs)  | 13             |
| Estados Unidos (Tropical Airplay) | 1              |

## Historial de lanzamiento
| País   | Fecha               | Formato          | Discográfica     | Ref   |
| ------ | ------------------- | ---------------- | ---------------- | ----- |
| Varios | 14 de julio de 2014 | Descarga digital | Sony Music Latin | [ 2 ] |